# Markó Dezső
Markó Dezső, teljes nevén Markó Dezső Pál (Miskolc, 1896. február 15. – Budapest, 1966. május 1.) orvos, röntgenológus, egyetemi magántanár.

## Élete
Markó László (1848–1918) orvos, Borsod vármegye főorvosa és Radvány Regina (1863–1939) fiaként született evangélikus családban. Szülei a Felvidékről költöztek Miskolcra; apja Rozsnyóról, anyja Rimaszombatról származott.
A Miskolci Református Főgimnáziumban érettségizett (1905–1913). 1913-ban felvételt nyert a Budapesti Tudományegyetem Orvostudományi Karára, ahol 1918-ban szerezte meg orvosi oklevelét. Az első világháború alatt mint hadnagy egészségügyi szolgálatot teljesített.
1919-től a Budapesti Tudományegyetem II. sz. Központi Röntgenintézetében dolgozott díjas gyakornokként Elischer Gyula mellett. 1922-ben követte őt Debrecenbe, ahol a debreceni Tisza István Tudományegyetem Központi Röntgenintézetének első tanársegédje lett. 1924-ben a röntgenlámpára szerelhető sugárvédő berendezése magyar szabadalmat nyert és találmánya rövid idő alatt széles körben elterjedt.
1926-ban a debreceni egyetemen az orvosi röntgenológia című tárgykörből magántanárrá habilitálták. 1936-ban jogosulttá vált a röntgen- és rádiumsugaras eljárások szakorvosa cím használatára.
1930-tól 1945-ig a budapesti „Charité“ Poliklinika Egyesület Kórházának röntgenológusa, 1939-től igazgató-főorvosa is, 1945-től 1966-ig a fővárosi Fehérvári úti Rendelőintézet röntgenfőorvosa volt.

### Családja
Első felesége Durand Zsuzsanna Anna Vilma (1908–1961) volt, Durand Bódog és Kovách Sarolta lánya, akivel 1927. szeptember 8-án Budapesten kötött házasságot. Elváltak (1931). 1933. november 16-án feleségül vette Gortvay Ilona Margitot, dr. Gortvay Bertalan és Karácsonyi Vilma lányát, akitől szintén elvált (1948). Harmadik felesége Purgly Emília (1904–1959) volt, Purgly Emil lánya.
Gyermekei: dr. Markó László, dr. Bölcs Béláné Markó Ágnes és Markó Dezső.
A Farkasréti temetőben nyugszik.

## Művei
- A gyomor alakja bélstenosisnál. (Magyar Orvosi Archívum, 1922)
- A diagnostikus pneumoperitoneum. (Orvosképzés, 1924)
- A gyomor nagygörbületén lokalizált ulcus esete. (Orvosi Hetilap, 1924, 35.)
- Adatok a csonttuberculosis röntgenologiájához. (Orvosi Hetilap, 1924, 37.)
- Röntgen-klinikai tanulmány a Korányi-féle tompulat-háromszögről. (Orvosi Hetilap, 1925, 8.)
- Az erythema titrálás mint új elv a dosimetriában. (Orvosi Hetilap, 1925, 21.)
- Az átvilágítás képének azonnali és pillanatnyi rögzítése. Citoröntgenographia. (Orvosi Hetilap, 1926, 11.)
- A gyakorló orvos röntgenológiája. Budapest, 1936
- A röntgen-csömör és kezelése nikotinsavval. (Orvosok Lapja, 1946, 17.)
- A bordaporc elmeszesedése mint betegség. (Orvosok Lapja, 1947, 47.)
- Periarthritis calcarea a kéz ízületein. (Orvosi Hetilap, 1956, 22.)
- Gonad-takaró tubus csípő röntgenfelvételekhez. Gonad-defensor. Budapest, 1962